# Caacupé
Caacupé je město v Paraguayi, ležící 50 km východně od Asunciónu, prochází jím silnice Ruta 2. Žije v něm okolo 20 000 obyvatel (s  aglomerací přes 40 000) a je správním centrem departementu Cordillera. Město založil v roce 1770 irský důstojník ve službách španělského krále Charles Murphy. V Caacupé se zpracovává ovoce a tabák, stáčí minerální voda, pěstují květiny, peče tradiční cukroví chipá a vyrábějí upomínkové předměty ze dřeva, kůže, kovu a keramiky. Turistickými atrakcemi v okolí jsou jezero Ypacaraí a hora Kavajú.

## Poutní místo
Caacupé je sídlem římskokatolické diecéze Caacupé, nachází se zde velká bazilika zasvěcená Panně Marii (Virgen de los Milagros de Caacupé), jejíž stavba probíhala v letech 1945–1980 a která byla vyhlášena národní kulturní památkou. K místu se vztahuje legenda, podle níž zde Panna Marie zachránila před pohanskými pronásledovateli pokřtěného domorodce Josého, když nechala vyrůst vysoké křoví, za nímž se mohl skrýt (odtud název: ka´aguy kupe znamená v guaranštině „za keřem“). José pak z vděčnosti vytvořil sochu Panny Marie v modrém rouchu, která je umístěna v bazilice. Ve svátek Neposkvrněného početí Panny Marie (8. prosinec) se proto od roku 1765 koná v Caacupé největší pouť v Paraguayi, jíž se účastní až 300 000 věřících. V roce 2015 udělil papež František zdejšímu chrámu titul basilica minor.